# Liste der Kulturgüter in der Region Montagnes
Die Liste der Kulturgüter in der Region Montagnes (fr. Région Montagnes) enthält alle Objekte in den Gemeinden der Region Montagnes im Kanton Neuenburg, die gemäss der Haager Konvention zum Schutz von Kulturgut bei bewaffneten Konflikten, dem Bundesgesetz vom 20. Juni 2014 über den Schutz der Kulturgüter bei bewaffneten Konflikten sowie der Verordnung vom 29. Oktober 2014 über den Schutz der Kulturgüter bei bewaffneten Konflikten unter Schutz stehen.

## Kulturgüterlisten der Gemeinden
- Brot-Plamboz *
- La Brévine
- La Chaux-de-Fonds
- La Chaux-du-Milieu
- La Sagne
- Le Cerneux-Péquignot
- Le Locle
- Les Planchettes
- Les Ponts-de-Martel *

* Diese Gemeinde besitzt keine Objekte der Kategorien A oder B, kann aber (zzt. nicht dokumentierte) C-Objekte besitzen.